# Kajakarstwo na Letnich Igrzyskach Olimpijskich 1948 – C-1 10 000 m mężczyzn
Zawody w kajakarstwie klasycznym kanadyjek (C1) na dystansie 10000 m mężczyzn na Letnich Igrzyskach Olimpijskich 1948 zostały rozegrane 11 sierpnia 1948 r. W zawodach wzięło udział 5 zawodników z 5 państw. Zawody składały się wyłącznie z finału.

## Rezultaty

### Finał
| Poz. | Zawodnik           | Reprezentacja     | Czas      |
| ---- | ------------------ | ----------------- | --------- |
|      | František Čapek    | Czechosłowacja    | 1:02:05,2 |
|      | Frank Havens       | Stany Zjednoczone | 1:02:40,4 |
|      | Norman Lane        | Kanada            | 1:04:35,3 |
| 4    | Raymond Argentin   | Francja           | 1:06:44,2 |
| 5    | Ingermar Andersson | Szwecja           | 1:07:27,1 |